# Ankie Stork
Anna (Ankie) Stork (Hengelo (Overijssel), 8 november 1921 – Enschede, 22 november 2015) was in de Tweede Wereldoorlog actief in het verzet. Zij redde het leven van 35 Joodse kinderen. Later werd zij voorlichtingsdeskundige en docent.

## Biografie
Ankie Stork was een dochter van Johan Charles Stork (1891-1971), directeur van de Koninklijke Stoombleekerij in Nijverdal, en Guretta Elisabeth Stam (1892-1987). Haar broer Piet (1920-1998) werd in 1940 samen met zijn vader door de bezetter opgepakt toen hij probeerde naar Engeland te vluchten. Nadat zij waren vrijgelaten werd hun huis een centrum van verzet en schuiladres voor Joodse onderduikers.
In 1942 ging Stork sociale geografie studeren aan de Universiteit van Utrecht. Zij moest haar studie echter al snel staken omdat ze weigerde de loyaliteitsverklaring te ondertekenen. In 1943 vroeg haar nicht Anne Maclaine Pont (1916-1969) haar om in Nijverdal exemplaren van Het lied der achttien dooden van Jan Campert te verkopen. De opbrengsten werden gebruikt om de activiteiten van het Utrechts Kindercomité te financieren.
Niet veel later werd Stork zelf actief in het Utrechts Kindercomité. Zij had goede contacten in Twente dankzij het netwerk van haar vader. Ook had zij veel te danken aan dominee Berkhof in Lemele. Hij waarschuwde van het begin af aan de kerkgemeenschap voor de gevaren van het nazisme en hielp haar aan onderduikadressen. Na verloop van tijd beschikte zij over een aantal betrouwbare adressen in Lemele, waar ze Joodse kinderen kon onderbrengen. De bewoners werkten samen als groep onder de naam Het Lemels Convent.
Stork bracht Joodse kinderen uit het westen naar Overijssel. Zij regelde onderduikadressen en zorgde voor voedselbonnen. In mei 1944 liep zij in de val bij een studentenhuis in Utrecht, waar zij werd opgewacht door de SD. Na zes weken  werd zij vrijgelaten wegens gebrek aan bewijs. Kort na Dolle Dinsdag deden de Duitsers huiszoeking in haar ouderlijk huis op zoek naar haar vader. Hierop werden de onderduikers binnen enkele dagen elders ondergebracht en dook de familie onder.
Eind 1944 maakte de spoorwegstaking reizen naar Utrecht onmogelijk. Ankie Stork bleef in Twente en hield verantwoordelijkheid over haar onderduikkinderen.
In 1945 hervatte Stork haar studie. Na haar afstuderen in 1952 ging ze werken bij de Utrechtse Voogdijraad en een jaar later bij de Stichting voor Sociaal en Cultureel Werk in Zwolle. In 1957 werd zij hoofd voorlichting in de ruilverkaveling en streekverbetering, van 1960 tot 1971 was zij adjunct-directrice van de Nationale Federatie Huishoudelijke en Gezinsvoorlichting en van 1972 tot 1986 docente voorlichtingskunde aan de Academie De Laan in Den Haag en aan de Akademie Diedenoort te Wageningen.
In 1994 ontvingen Ankie Stork en haar ouders de Yad Vashem-onderscheiding Rechtvaardige onder de Volkeren.
Ankie Stork bleef ongehuwd. Op 22 november 2015 overleed zij op 94-jarige leeftijd in haar woonplaats Enschede.

## Wetenswaardigheid
In 2007 schreef Ankie Stork haar levensverhaal op voor familie en vrienden. Jaap Scholten schreef in 2014 onder de kop twee dappere nichtjes over zijn tante Ankie Stork en haar nicht Anne Maclain Pont in zijn familiekroniek Horizon City.